# 新蛋
新蛋公司（英語：Newegg Inc.）是一家在线零售商，其产品包括计算机硬件和消费电子产品。它位于美国加利福尼亚州的工业市。2016年，中国杭州联络互动信息科技股份有限公司（深交所：002280）通过投资协议收购了新蛋的多数股权。2020年10月23日，新蛋與美國那斯達克上市公司聯絡智能(LIIT)達成合併協議。合併完成後，聯絡智能將更名為新蛋電子商務股份有限公司，並以新蛋母公司繼續在那斯達克上市交易。在完成合併和其他相關的交易完成後，新蛋電子商務股份有限公司將公開發行普通股，預計帶來約3,000萬美元的收益。

## 业务
Newegg Commerce, Inc. 提供计算机硬件产品、计算机和平板电脑、电子产品、软件、游戏产品、手机和配件、家用电器、家居生活和改善产品、健康和美容产品、汽车和工业产品、户外和花园用品 、办公室和销售点产品、体育用品、手表和珠宝、服装和配饰、玩具以及婴儿和宠物产品。。
Newegg Commerce, Inc.还提供 Newegg Logistics，这是一种物流解决方案，可帮助电子商务卖家和组织简化订单履行、发货和退货。 它为公司、企业和个人提供服务。Newegg Commerce, Inc. 与 Payability, Inc. 合作推出 Newegg Capital，这是一种面向市场卖家的技术支持的营运资金解决方案。

## 历史

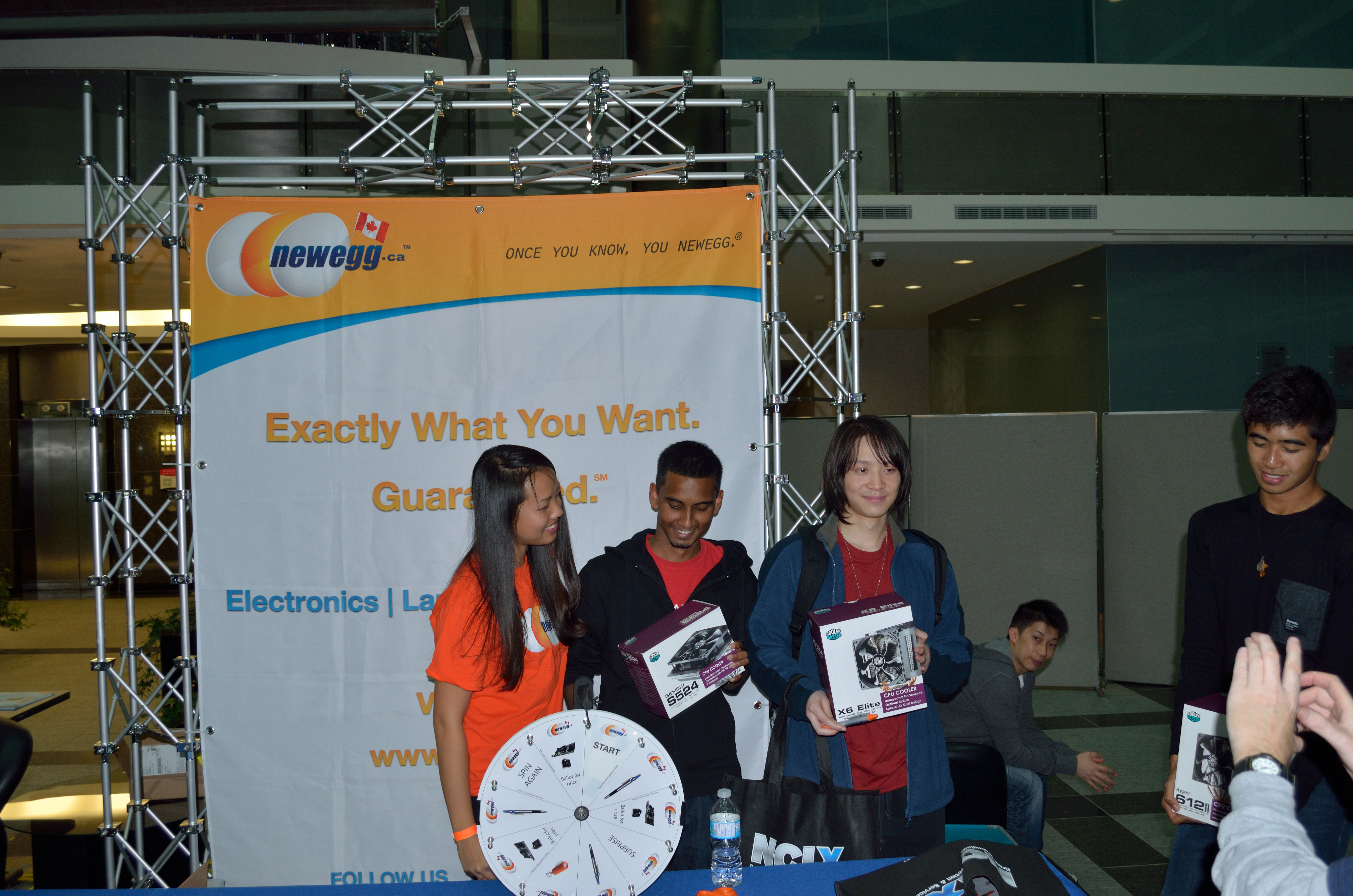
在LAN聚会活动的Newegg摊位。

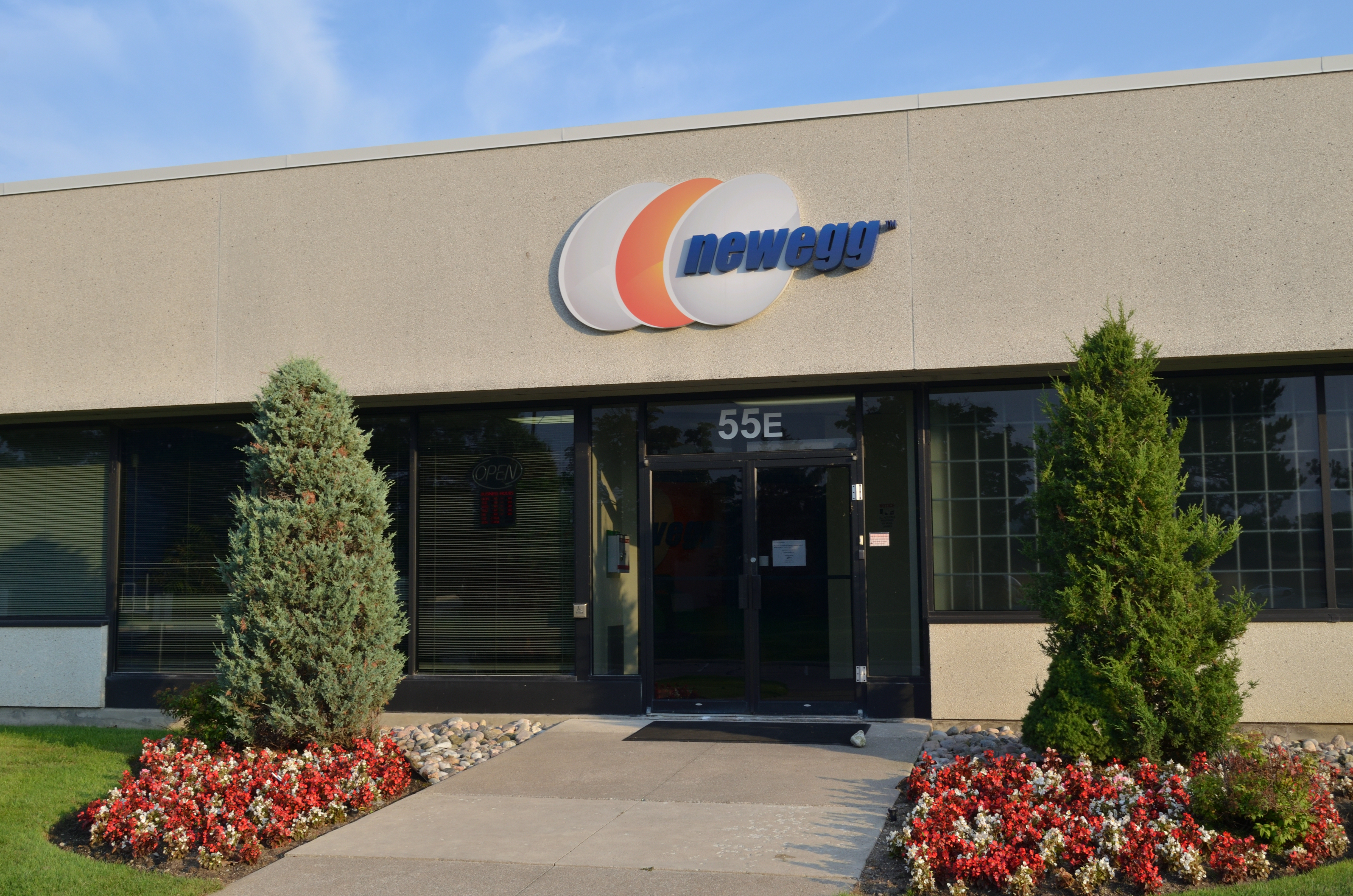
新蛋的办公室

该公司由来自台湾的美国移民張法俊于2001年创立。張法俊是Newegg的董事长，並聘請解建新擔任策略顧問後不久，解建新即升任全球CEO，直到2005年去職，去職時，公司營收達到第一個高峰。之後張法俊繼任Newegg的董事长兼首席执行官，直到2008年8月1日宣布他将辞去首席执行官兼董事长职位，同时继续担任董事会成员和执行委员会。他被Tally Liu接替。張法俊还保留了他作为新蛋中国业务总裁的职位。2010年，在刘离开后，张先生担任公司首席执行官。
2001年，創立。
2005年，Newegg.com被互联网零售商杂志评为互联网十大零售商之一，2004年销售收入近10亿美元。Newegg.com在2005年增长了30％，年销售额达到约13亿美元。 
2008年7月推出了NeweggMall.com。
2008年10月推出了Newegg.ca。
2009年8月推出了NeweggBusiness.com。
2009年，它在Forbes America最大的私人公司名单上被列为模板：Numero。
它于2010年推出了Newegg Marketplace，当年營業額超过25亿美元。该公司拥有约2,500名员工。
新蛋还赞助了包括反恐精英，魔兽争霸 III和罗马：全面战争在内的技术行业活动和电脑游戏锦标赛，新蛋甚至在2005年举办了一场月度案例模拟竞赛。
2016年11月，新蛋宣布了一项新的功能，让Newegg.com的客户可以选择在超过2,500个联邦快递公司的地点之一保留其包裹，包括1,800个联邦快递零售店。
2017年1月，Indiegogo和新蛋宣布建立合作伙伴关系，新蛋通过社交活动，提供精选的众筹活动；关于上市和销售策略的指导，并协助订单履行，运输和物流选项，以帮助他们的产品快速的送到客户手中。
2017年5月，新蛋正式推出：Newegg Logistics，旨在帮助B2C和B2B电子商务卖家和其他组织简化订单履行，发货和退货。
2017年6月15日伦敦科技周期间，Newegg宣布了一项全球扩张计划，为亚太，欧洲，拉丁美洲和中东的关键部分提供服务。一旦完成，在线零售商预计将覆盖50个国家的客户。2017年11月2日，该公司宣布了重要的全球里程碑，包括本地化支付选项、增强的客户服务以及为其国际客户提供更多的产品选择。
2017年10月，Newegg推出了《Newegg Now》，每周一次的直播，包括實測開箱和技术评论，以及每个《Newegg Now》广播期间独家提供的时间敏感优惠。
2020年，新蛋跨国开店，推出中国卖家专属大礼。
2020年，亞太區擴大招商，力圖將台灣、日本、韓國、澳洲、紐西蘭等優質商品上架至Newegg.com平台，吸引4,000萬忠誠用戶購買。參考網址：www.newegg.tw
2021 年 2 月，Newegg 宣布了一项名为 Newegg Shuffle 的计划，随机选择对热门技术设备感兴趣的消费者进行购买。
2021年5月20日正式於美國那斯達克上市，股票代號：NEGG

### 名称
传统上，鸡蛋是出生和无限潜力的象征。 在电子商务企业努力生存的时期，创始人选择“新蛋”作为公司名称，以表示电子商务的新希望。 该公司与1984年至2001年期间活跃的Egghead software无关。

### 首次公开募股(IPO)
2009年9月28日，Newegg Inc向美国证券交易委员会申请首次公开募股（首次公开募股）。 该文件称，Newegg自2001年以来每年都实现盈利，2008年的销售额为21亿美元。该公司最大的外部股东是总部位于纽约的风险投资公司Insight Venture Partners。 此次IPO由摩根大通，美国银行，美林证券和花旗集团管理。 2011年，该公司撤回了申请首次公开募股的注册，表示将继续探索替代的融资方案。